# WTA-toernooi van Bournemouth
Het WTA-toernooi van Bournemouth was een tennistoernooi voor vrouwen dat laatstelijk van 15 tot en met 20 mei 1995 plaatsvond in de Engelse stad Bournemouth. De laatste officiële naam van het toernooi was Rover British Clay Court Championships.
De WTA organiseerde het toernooi, dat in de categorie "Tier IV" viel en werd gespeeld op gravel.
Er werd door 32 deelneemsters gestreden om de titel in het enkelspel, en door 16 koppels om de dubbelspeltitel. Aan het kwalificatietoernooi voor het enkelspel namen 32 speelsters deel, met vier plaatsen in het hoofdtoernooi te vergeven.

## Voorgangers en opvolger
- Eerdere edities van dit toernooi (tot en met 1981) waren getiteld British Hard Court Championships – in die tijden werd de tennisondergrond gravel in Engeland namelijk aangeduid als hard court.
- Het jaar erna (1996) vonden de Rover British Clay Court Championships plaats in Cardiff.

## Drie- of meervoudig winnaressen enkelspel
| speelster        | aantal titels | in de jaren            |
| ---------------- | ------------- | ---------------------- |
| Doris Hart       | 4             | 1951–1954              |
| Angela Mortimer  | 4             | 1955, 1956, 1959, 1961 |
| Ann Haydon-Jones | 4             | 1963–1966              |
| Virginia Wade    | 4             | 1967, 1968, 1973, 1974 |
| Kay Stammers     | 3             | 1935, 1936, 1939       |
| Margaret Court   | 3             | 1969–1971              |

## Finales

### Enkelspel
| jaar      | winnares            | verliezend finaliste   | uitslag       |
| --------- | ------------------- | ---------------------- | ------------- |
| 1924      | Elizabeth Ryan      | Geraldine Beamish      | 6-2, 6-2      |
| 1925      | Elizabeth Ryan      | Joan Fry               | 6-2, 6-2      |
| 1926      | Joan Fry            | Phoebe Holcroft-Watson | 6-1, 7-9, 6-1 |
| 1927      | Betty Nuthall       | Edith Clarke           | 8-6, 6-2      |
| 1928      | Elsie Goldsack      | Joan Ridley            | 8-6, 6-3      |
| 1929      | Bobbie Heine        | Joan Ridley            | 6-4, 3-6, 8-6 |
| 1930      | Joan Fry            | Madge List             | 6-1, 2-6, 6-2 |
| 1931      | Simonne Mathieu     | Mary Heeley            | 6-4, 6-4      |
| 1932      | Simonne Mathieu     | Dorothy Round          | 6-1, 6-2      |
| 1933      | Dorothy Round       | Helen Jacobs           | 3-6, 6-2, 6-3 |
| 1934      | Dorothy Round       | Peggy Scriven          | 6-2, 2-6, 8-6 |
| 1935      | Kay Stammers        | Peggy Scriven          | 6-2, 6-2      |
| 1936      | Kay Stammers        | Anita Lizana           | 7-5, 7-5      |
| 1937      | Anita Lizana        | Peggy Scriven          | 7-5, 6-3      |
| 1938      | Peggy Scriven       | Nancye Wynne           | 7-5, 6-2      |
| 1939      | Kay Stammers        | Anita Lizana-Ellis     | 6-3, 6-3      |
| 1940–1945 | geen toernooi       | geen toernooi          | geen toernooi |
| 1946      | Jean Bostock        | Kay Stammers-Menzies   | 6-3, 6-4      |
| 1947      | Nancye Wynne-Bolton | Joan Curry             | 7-5, 6-3      |
| 1948      | Betty Hilton        | Pamela Bocquet         | 6-1, 6-4      |
| 1949      | Joan Curry          | Jean Quertier          | 3-6, 7-5, 7-5 |
| 1950      | Joan Curry          | Mary Terán de Weiss    | 8-6, 8-6      |
| 1951      | Doris Hart          | Jean Walker-Smith      | 6-4, 8-6      |
| 1952      | Doris Hart          | Shirley Fry            | 6-4, 6-3      |
| 1953      | Doris Hart          | Shirley Fry            | 6-3, 4-6, 6-4 |
| 1954      | Doris Hart          | Joy Mottram            | 6-1, 6-3      |
| 1955      | Angela Mortimer     | Angela Buxton          | 6-1, 6-1      |
| 1956      | Angela Mortimer     | Shirley Bloomer        | 7-5, 5-7, 6-1 |
| 1957      | Shirley Bloomer     | Patricia Ward          | 3-6, 6-3, 6-2 |
| 1958      | Shirley Bloomer     | Ann Haydon             | 6-4, 6-4      |
| 1959      | Angela Mortimer     | Christine Truman       | 6-4, 2-6, 6-4 |
| 1960      | Christine Truman    | Ann Haydon             | 6-2, 6-2      |
| 1961      | Angela Mortimer     | Deidre Catt            | 6-2, 6-3      |
| 1962      | Renée Schuurman     | Angela Mortimer        | 5-7, 6-2, 6-4 |
| 1963      | Ann Haydon-Jones    | Norma Baylon           | 6-0, 1-6, 9-7 |
| 1964      | Ann Haydon-Jones    | Jan Lehane             | 6-2, 12-10    |
| 1965      | Ann Haydon-Jones    | Annette van Zyl        | 7-5, 6-1      |
| 1966      | Ann Haydon-Jones    | Virginia Wade          | 6-3, 6-1      |
| 1967      | Virginia Wade       | Ann Haydon-Jones       | 6-1, 10-8     |

| Datum      | Naam                               | ($)           | Winnares           | Verliezend finaliste | Uitslag       |
| ---------- | ---------------------------------- | ------------- | ------------------ | -------------------- | ------------- |
| 1968-04-22 | British Hard Court Open Champ's    |               | Virginia Wade      | Winnie Shaw          | 6-4, 6-1      |
| 1969-04-28 | British Hard Court Open Champ's    |               | Margaret Court     | Winnie Shaw          | 5-7, 6-4, 6-4 |
| 1970-04-27 | British Hard Court Championships   |               | Margaret Court     | Virginia Wade        | 6-2, 6-4      |
| 1971-05-17 | Rothmans British HC Championships  | 36.000        | Margaret Court     | Evonne Goolagong     | 7-5, 6-1      |
| 1972-05-08 | Rothmans British HC Championships  | 39.000        | Evonne Goolagong   | Helga Masthoff       | 6-0, 6-4      |
| 1973-05-07 | Rothmans British HC Championships  |               | Virginia Wade      | Evonne Goolagong     | 6-4, 6-4      |
| 1974-05-20 | Rothmans British HC Championships  | 72.000        | Virginia Wade      | Julie Heldman        | 6-1, 3-6, 6-1 |
| 1975-05-12 | Coca-Cola British HC Championships |               | Janet Newberry     | Terry Holladay       | 7-9, 7-5, 6-3 |
| 1976-05-10 | Coca-Cola British HC Championships |               | Helga Masthoff     | Sue Barker           | 5-7, 6-3, 6-2 |
| 1977–1980  | geen toernooi                      | geen toernooi | geen toernooi      | geen toernooi        | geen toernooi |
| 1981-04-21 | Three Fives British HC Champ's     |               | Jo Durie           | Sophie Amiach        | 7-5, 1-6, 6-3 |
| 1982–1994  | geen toernooi                      | geen toernooi | geen toernooi      | geen toernooi        | geen toernooi |
| 1995-05-15 | Rover British Clay Court Champ's   | 107.500       | Ludmila Richterová | Patricia Hy-Boulais  | 6-7, 6-4, 6-3 |

### Dubbelspel
| Datum      | Naam                               | ($)           | Winnaressen                         | Verliezend finalistes               | Uitslag       |
| ---------- | ---------------------------------- | ------------- | ----------------------------------- | ----------------------------------- | ------------- |
| 1968-04-22 | British Hard Court Open Champ's    |               | Christine Janes Nell Truman         | Annette van Zyl Fay Toyne           | 6-4, 6-3      |
| 1969-04-28 | British Hard Court Open Champ's    |               | Margaret Court Judy Tegart          | Ada Bakker Marijke Jansen           | 6-1, 6-4      |
| 1970-04-27 | British Hard Court Championships   |               | Margaret Court Judy Dalton          | Rosie Casals Billie Jean King       | 6-2, 6-8, 7-5 |
| 1971-05-17 | Rothmans British HC Championships  | 36.000        | Mary-Ann Eisel Françoise Dürr       | Margaret Court Evonne Goolagong     | 6-3, 5-7, 6-4 |
| 1972-05-08 | Rothmans British HC Championships  | 39.000        | Evonne Goolagong Helen Gourlay      | Brenda Kirk Betty Stöve             | 7-5, 6-1      |
| 1973-05-07 | Rothmans British HC Championships  |               | Patricia Coleman Wendy Turnbull     | Evonne Goolagong Janet Young        | 7-5, 7-5      |
| 1974-05-20 | Rothmans British HC Championships  | 72.000        | Julie Heldman Virginia Wade         | Patti Hogan Sharon Walsh            | 6-2, 6-2      |
| 1975-05-12 | Coca-Cola British HC Championships |               | Lesley Charles Sue Mappin           | Delina Boshoff Greer Stevens        | 6-3, 6-3      |
| 1976-05-10 | Coca-Cola British HC Championships |               | Delina Boshoff Ilana Kloss          | Lesley Charles Sue Mappin           | 6-3, 6-2      |
| 1977–1980  | geen toernooi                      | geen toernooi | geen toernooi                       | geen toernooi                       | geen toernooi |
| 1981-04-21 | Three Fives British HC Champ's     |               | Jo Durie Deborah Jevans             | Sophie Amiach Catherine Tanvier     | 6-0, 6-1      |
| 1982–1994  | geen toernooi                      | geen toernooi | geen toernooi                       | geen toernooi                       | geen toernooi |
| 1995-05-15 | Rover British Clay Court Champ's   | 107.500       | Mariaan de Swardt Ruxandra Dragomir | Kerry-Anne Guse Patricia Hy-Boulais | 6-3, 7-5      |